# Stanisław Pleśniewicz

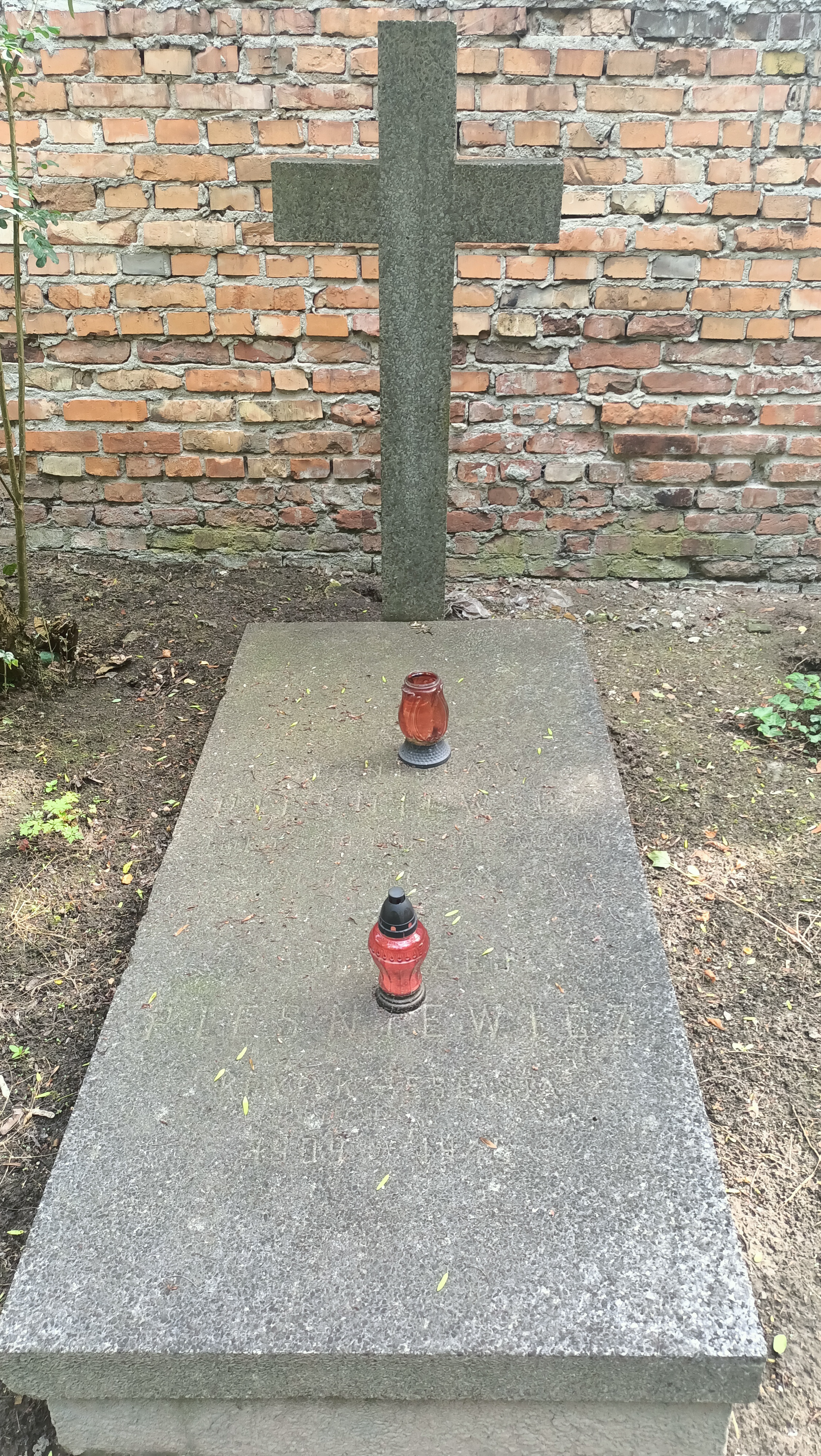
Grób Stanisława Gustawa Pleśniewicza na cmentarzu Powązkowskim w Warszawie

Stanisław Gustaw Pleśniewicz (ur. 15 maja 1883 w Kijowie, zm. 13 lipca 1943 w Warszawie) – polski chemik i nauczyciel.

## Życiorys
W latach 1893–1901 uczęszczał do gimnazjum w Kamieńcu Podolskim. W latach 1901–1907 studiował na Uniwersytecie w Kijowie na kierunku matematyczno-fizycznym, w 1907 roku ukończył studia chemiczne. W 1918 roku repartiował się do Polski. W Warszawie zaczął uczyć chemii i botaniki w prywatnym Gimnazjum Władysława Giżyckiego (1922–1926), w Liceum im. Juliusza Słowackiego, a w latach 1923–1935 chemii w Państwowym Gimnazjum im. Stefana Batorego w Warszawie. Jednocześnie rozpoczął pracę badawczą na Politechnice Warszawskiej w Zakładzie Chemii Ogólnej, w roku akademickim 1928/1929 został p.o. kierownika Zakładu Chemii Ogólnej, w 1930 roku przeszedł do Zakładu Chemii Fizycznej. W lutym 1936 roku na podstawie pracy „Współczynnik dyfuzji elektrolitów a ruchliwość jonów” otrzymał doktorat nauk technicznych; w tym samym roku w czerwcu habilitował się z zakresu chemii fizycznej. 
Był bardzo czynnym członkiem PTCh, w latach 1927–1930 był przewodniczącym Sekcji Pedagogicznej (późniejsza nazwa: Sekcja Dydaktyczna). Należał do pierwszych akademickich wykładowców dydaktyki chemii. Swoje doświadczenie nauczycielskie wykorzystał w wydanym w 1931 roku podręczniku chemii, zawierającym opisy 237 doświadczeń. Opracował podręczniki z chemii nieorganicznej i organicznej dla liceum matematyczno-fizycznego i przyrodniczego, m.in.: „Podręcznik chemii dla klas wyższych szkół średnich”, wspólnie z Tadeuszem Wojno „Chemia z mineralogią i geologią dla klas I liceum ogólnokształcącego – wydział przyrodniczy, dla klas II liceum ogólnokształcącego – wydział matematyczno-fizyczny i przyrodniczy”, wspólnie z Edwardem Suchardą „Chemia organiczna dla I klas liceum ogólnokształcącego-wydział przyrodniczy, dla II klas liceum ogólnokształcącego-wydział matematyczno-fizyczny”. Prace z zakresu dydaktyki i chemii publikował w czasopismach: „Roczniki chemii”, „Przemysł chemiczny”, „Fizyka i chemia w szkole” i „Chowanna”.
W czasie okupacji hitlerowskiej uczył na tajnych kompletach.
Zmarł 13 lipca 1943 roku. Został pochowany na cmentarzu Powązkowskim w Warszawie (kwatera 343 pod murem-1-8).